# Журавлёнок и молнии
«Журавлёнок и молнии» — роман Владислава Крапивина, написанный в 1981 году. Первоначально печатался в журнале «Пионер». Определён автором как «роман для детей и для взрослых». По оценке литературоведа О. Челюкановой, в романе рассматривался духовный мир современного подростка.

## Создание и публикации
Роман, написанный в 1981 году, вырос из повести «Ещё одна сказка о Золушке», в него вошли некоторые сюжетные линии и эпизоды из «Колыбельной для брата», написанной чуть ранее. Произведение тесно связано с «Колыбельной», автор позднее признавался, что планировал третью повесть как завершение цикла. Этот замысел не был реализован. 

## Сюжет
В маленьком городе Картинске живёт одиннадцатилетний Юра Журавин, по прозвищу Журка. Отец у него — шофёр, мать — машинистка, любимое занятие которой — шить костюмы. В областном центре живёт дед со стороны матери, Юрий Григорьевич. Журка видится с дедом редко по причине непростых отношений, сложившихся между дедом и отцом Журки.
Тем летом, когда Журка переходит в пятый класс, дед умирает. После него остаётся квартира. Родители Журки принимают решение переехать в эту квартиру, тем более что в Картинске они живут в коммуналке, а квартира деда — не только отдельная, но ещё и двухкомнатная.
Квартира, в которую они переехали, оказывается полна книг — дед в течение многих лет коллекционировал книги. В комнате, где поселился Журка, стоит стеллаж, полный книг, которые дед завещал лично Журке. Среди этих книг много старинных, изданных в прошлые века, и Журка проникается романтикой тех эпох. Отец не понимает увлечения сына пыльными фолиантами, считая, что намного практичнее было бы продать все эти книги и на вырученные деньги обставить квартиру по-человечески.
Листая «Трёх мушкетёров», Журка обнаруживает письмо, которое дед написал ему незадолго до своей кончины. В письме дед призывает Журку быть настойчивым и не бояться идти против мнения других, если он уверен, что он прав.
В первые же три дня Журка знакомится со своей ровесницей Иринкой — дочерью местного художника, а также с сыном милиционера Горькой (сокращённо от Горислав), который в своё время очень дружил с Журкиным дедом. У Горьки трудная жизнь, так как отец воспитывает его сурово и порет за проступки — покойный дед Журки не раз укрывал Горьку, когда у того случался очередной конфликт с отцом. На этот раз Горька прячется от дворового отряда «Синие молнии», который приговорил его к расстрелу из игрушечных автоматов за дезертирство (Горька должен был передать пакет с паролем к вахте, но ему пришлось уйти домой, так как он был наказан). Ранним утром Журка с Горькой устраивают засаду, загнав патрулировавший район отряд в тупик, и «расстреливают» их.
В тот же день после знакомства Журки с Горькой с последним происходит неприятность — местная шпана под началом Капрала (прозвище) уговаривает Горьку украсть для них из магазина бутылку коньяка (для опохмеления после дня рождения одного из их друзей). Горька попадается на месте преступления и оказывается в отделении милиции. Узнав, что Горька — сын милиционера, его отпускают и звонят отцу, чтобы тот разобрался со своим сыном сам. Журка знает, что его новому товарищу предстоит жестокая порка, и вступается за него, объясняя Горькиному отцу, что Горька попытался украсть бутылку по наущению Капрала и его компании, а отнюдь не по собственной инициативе. Это избавляет Горьку от возмездия, но сам Журка в тот же день попадается в плен компании Капрала. Однако, вопреки Журкиным опасениям, Капрал предотвращает расправу над Журкой и пытается объяснить ему, что тот ошибается лишь в одном — по мнению Капрала, Горьке светило наказание не за то, что тот занялся воровством, а за то, что он делал это неумело и попался. Всевозможными же мелкими хищениями и взятками, по мнению Капрала, занимаются абсолютно все и никто не считает это неправильным. Когда Журка не верит, Капрал называет его идеалистом и отпускает с миром.
Начинается учебный год, и Журка оказывается в одном классе с Иринкой, Горькой и другими ребятами, с которыми он познакомился летом. Журкина дружба с Иринкой крепнет, а её отец Игорь Дмитриевич пишет с Журки и Иринки картину под названием «Летний день». Постепенно Журка узнаёт, что у Игоря Дмитриевича напряжённые отношения с начальством, которое то и дело ставит ему палки в колёса — препятствует его открытию собственной мастерской и вступлению в Союз художников.
Однажды Журка приходит домой и обнаруживает пропажу ценной книги, унаследованной от деда. Отец клятвенно заверяет Журку, что никакого отношения к пропаже книги он не имеет. Тогда Журка подозревает в пропаже книги Горьку, так как тот был единственным побывавшим дома у Журки накануне. Горька обижается на Журку и в его отсутствие приносит ему все книги, которые взял у него почитать всего несколько дней назад. Горька узнает, что книга находится в букинистическом магазине и сообщает о месте нахождения пропавшей книги Иринке.
На следующий день Журка в сопровождении Иринки и её отца Игоря Дмитриевича едет в букинистический магазин и там узнаёт, что книгу сдал отец Журки, нуждавшийся в деньгах, чтобы заплатить грузчикам за доставку зеркала. Журка потрясён полученной информацией, и он начинает понимать, что Капрал в своей речи о всеобщем воровстве был не так уж неправ. Придя домой, Журка изобличает отца во лжи и называет его вором. За это отец впервые в жизни жестоко порет Журку.
Журка решает уйти из дома, так как после случившегося не хочет оставаться один на один с отцом (мать — в больнице). Через окно он попадает на улицу, и его обрызгивает грязью проезжающая машина. Журка в ярости берёт кусок щебня и пытается бросить в эту машину. В этот момент его руку задерживает Капрал, тут же замечает неприкаянность Журки, предлагает ему свою куртку и приглашает к себе. Какое-то мгновение Журка думает, что неплохо было бы назло всему миру связаться с компанией Капрала, но всё же решает этого не делать. Он благодарит Капрала за помощь, но селится на три дня не у него, а у своей бывшей учительницы, за год до того тоже переселившейся в этот город.
С возвращением матери Журка переселяется обратно домой, но отца он избегает. Отец пытается наладить с сыном отношения, но у него это не получается. Вскоре отец уезжает в длинную командировку, зарабатывает дополнительные деньги и покупает цветной телевизор. По новому телевизору Журка случайно видит передачу «Подросток — заботы и тревоги», в которой крупным планом показывают отца Иринки Игоря Дмитриевича, задержанного в нетрезвом состоянии. Журка запоминает необычную фамилию режиссёра передачи — Кергелен.
На следующий день Журка боится, что Иринку будут травить за то, что её отца, известного в городе, показали в таком непрезентабельном виде. Когда один из учеников по имени Толька действительно упоминает данный факт, ему достаётся и от Иринки, и от Горьки, и от Журки, и ещё от одного одноклассника по кличке Грабля. За избиение «товарища» завуч хочет выставить всем участникам свары неудовлетворительную отметку по поведению, но директриса, стремящаяся быть справедливой, отменяет это наказание.
В то же время Журка именно от Грабли узнаёт о том, что накануне Капрала арестовали за затеянную в новогоднюю ночь драку, причём заложил Капрала член его же шайки. Журка чувствует некоторые угрызения совести, так как Капрал относился к Журке хорошо и был готов ему помочь в трудный момент, а Журка тогда не принял его помощь.
Тем временем Журка и Иринка играют главные роли в школьном спектакле по мотивам ремейка сказки о Золушке, написанного учительницей литературы и по совместительству руководительницей школьного драмкружка. Спектакль пользуется успехом, но после премьеры в начале мая Иринке и её семье необходимо срочно уехать из города, так как Игорю Дмитриевичу после истории с попаданием в вытрезвитель и показом этого по телевидению в этом городе уже ничего не светит. Иринка уезжает на день раньше, чем планировалось, и Журка не успевает с нею попрощаться. Узнав о том, что Иринка с отцом уехали всего полчаса назад, Журка уговаривает отца догнать их на машине, чтобы попрощаться в аэропорту. К сожалению, до аэропорта они не доезжают, так как кто-то кидает в машину камнем и разбивает лобовое стекло. В результате у отца порезано лицо и он должен ходить каждый день на перевязки.
Вскоре обнаруживается виновник этого преступления — мальчик чуть моложе Журки, по имени Валерик. Его мать приводит его к Журкиному отцу на дом, но дома только Журка. Журка пытается понять, что заставило того бросить камень (так как и сам Журка за полгода до того, после ссоры с отцом, чуть было не запустил камень в чью-то машину). С этой целью он проводит с Валеркой несколько часов и даже сопровождает его к зубному врачу. Он видится с Валеркой и на следующий день, что вызывает некую ревность Горьки.
Спектакль про Золушку решено снимать по телевидению. За несколько минут до начала съёмки Журка случайно узнаёт, что режиссёр — не кто иная, как Кергелен, которая снимала ту самую передачу «Подросток — заботы и тревоги», что наделала столько бед и заставила Иринкину семью покинуть город. Узнав фамилию режиссёра, Журка наотрез отказывается сниматься, и никакие уговоры и угрозы учителей и директора не могут пошатнуть его уверенность — тот твёрдо следует завету, который дед написал в своём последнем письме. Горька также отказывается сниматься, тем более что его отец ушёл из семьи, а с ним ушёл и страх.
Журка и Горька, сорвав съёмку, покидают школу. Льёт дождь, на одной из улиц — провал. Журка стоит около опасного места, чтобы никакая машина не попала в катастрофу, а Горька бежит в школу, чтобы позвать на помощь старшеклассников.

## Иллюстрации
- 1983 год. Средне-Уральское книжное издательство публикует роман с черно-белыми иллюстрациями Е.А. Медведева.
- 1985 год. Издательство Детская литература публикует роман с цветными иллюстрациями Е.А. Медведева, которые повторяют характер персонажей из издания 1983 года.

## Связь с повестью «Колыбельная для брата»
В романе фигурирует, в качестве эпизодического персонажа, Геннадий Кошкарёв, один из главных героев другого известного произведения Крапивина — «Колыбельная для брата». Несмотря на то, что в «Журавлёнке» Геннадий появляется на сцене только один раз, его роль немаловажна — именно по его просьбе Журка оказывается в учительской, где и узнаёт, случайно услышав обрывок телефонного разговора, фамилию режиссёра; затем, когда режиссёр угрожает Журке материальной ответственностью за простой телевизионной аппаратуры, Кошкарёв вмешивается и разъясняет, что Журку никто не может заставить ничего платить, так как тот не подписывал договоры о съёмке. Также Кошкарёв явно упоминается в доме у учительницы Журки — Лидии Сергеевны. Песню, которую пели её муж и сын для Журки, сочинил именно он. В этом моменте также упоминается и детище Кошкарёва — «Капитан Грант».

## Восприятие
Литературный критик В. Лукьянин в рецензии охарактеризовал роман как тематически многоплановый; главная тема произведения – великодушие, «трудный путь человека к человеку», необходимость объективного отношения к человеку, несмотря на его кажущуюся очевидной виновность.  
Центральное место в романе занимает конфликт между Юрой Журавиным и его отцом, который не замечает того, что важно для его сына. Если для отца старинные книги по морскому делу ничего не значат, то для Журки они представляют большую ценность. Когда отец сдает в магазин с его точки зрения бесполезную книгу и покупает что-то необходимое в дом, сын воспринимает его действия как духовное падение. Конфликт влечет радикальный разрыв: отец срывается и избивает Журку, сын уходит из дома. Как писал Лукьянин, позднее отец и сын примирились после того, как оба «повели себя…достойно» в трудных обстоятельствах и своими поступками 
«заслужили право на уважение друг друга».
Литературовед Л. Долженко отмечала, что главный герой воплощает детство, мир Журки — чистый и светлый, хотя автором подчёркивается обыкновенность героя: «...жизнь его была самая-самая обыкновенная». Чистота героя приводит к драматичному столкновению с «чёрными молниями» реальной жизни. Автору интересны «чёрные молнии», которые имеют различные причины и разную природу. Подросток пережил и переживает утраты, что заставляет его рано повзрослеть: гибель друга Ромки, смерть дедушки. В то же время, хороших людей, согласно автору, намного больше, чем плохих, как и хороших событий в жизни Журки больше, чем неудач.